# Хартли, Блит
Блит Хартли (англ. Blythe Hartley; 2 мая 1982, Эдмонтон, Канада) — канадская прыгунья в воду, бронзовая медалистка Олимпийских игр 2004 года, двукратная чемпионка мира.

## Спортивная биография
Блит Хартли начала заниматься прыжками в воду с 11 лет. Первый успех пришёл на панамериканских играх в 1999 году. На них юная Блит завоевала серебряную и бронзовую медали в индивидуальных соревнованиях.
Первое участие в Олимпийских играх принесло Хартли неплохие результаты. В индивидуальных прыжках с трёхметрового трамплина Блит пробилась в финал и заняла 10 место, а в синхронных вместе с Эйрин Балмер — пятое место.
После этих игр Хартли стала прыгать вместе Эмили Хейманс и результаты стали заметно улучшаться. Сначала было завоёвано золото в синхронном трамплине на панамериканских играх 2003 года, а вслед за этим было сверхудачное выступление на летних Олимпийских играх 2004 года, где пара Хартли-Хейманс уступила только китайскому и российскому дуэтам.
В 2008 году на играх в Пекине Блит выступала только в индивидуальных прыжках с трамплина и остановилась в шаге от пьедестала.
После игр в Пекине Блит Хартли решила завершить спортивную карьеру.

## Личная жизнь
В 2006 году окончила Университет Южной Калифорнии по специальности коммуникации в сфере бизнеса.
Отец Блит — бобслеист, участник зимних Олимпийских игр 1972 года Михаэль Хартли